# Pachyanthrax nomadorum
Pachyanthrax nomadorum är en tvåvingeart som först beskrevs av Greathead 1970.  Pachyanthrax nomadorum ingår i släktet Pachyanthrax och familjen svävflugor. Inga underarter finns listade i Catalogue of Life.